# Остра (муниципалитет)
Остра (итал. Ostra) — коммуна в Италии, располагается в регионе Марке, в провинции Анкона.
Население составляет 6532 человека (2008 г.), плотность населения составляет 135 чел./км². Занимает площадь 47 км². Почтовый индекс — 60010. Телефонный код — 071.
Покровителем коммуны почитается святой Гауденций из Римини, празднование 14 октября.

## Демография
Динамика населения:

## Города-побратимы
- Маркт-Швабен, Германия (25 октября 2003)

## Администрация коммуны
- Официальный сайт: http://www.comune.ostra.an.it/ Архивная копия от 1 октября 2010 на Wayback Machine